# Ecaterina Vișnevscaia
Ecaterina Vișnevscaia (russisch Екатерина Сергеевна Вишневская; englische Schreibweise Ekaterina Vishnevskaya; * 27. November 1999) ist eine russisch-moldauische Tennisspielerin.

## Karriere
Vișnevscaia begann mit zehn Jahren das Tennisspielen und bevorzugt Hartplätze. Sie spielt vor allem bei Turnieren der ITF Women’s World Tennis Tour, wo sie bislang einen Titel im Einzel und vier im Doppel gewinnen konnte.
Seit 2022 tritt sie für die Moldauische Billie-Jean-King-Cup-Mannschaft an. Bislang hat sie bei fünf Nominierungen bei vier Einzeln und einem Doppel eine Bilanz von drei Siegen und zwei Niederlagen.

## Turniersiege

### Einzel
| Nr. | Datum           | Turnier | Kategorie   | Belag | Finalgegnerin | Ergebnis      |
| --- | --------------- | ------- | ----------- | ----- | ------------- | ------------- |
| 1.  | 5. Oktober 2017 | Antalya | ITF $15.000 | Sand  | Dia Ewtimowa  | 6:3, 0:6, 7:5 |

### Doppel
| Nr. | Datum              | Turnier   | Kategorie   | Belag | Partnerin               | Finalgegnerinnen                 | Ergebnis         |
| --- | ------------------ | --------- | ----------- | ----- | ----------------------- | -------------------------------- | ---------------- |
| 1.  | 14. Oktober 2017   | Antalya   | ITF $15.000 | Sand  | Darja Nasarkina         | Gabriela Horáčková Ani Wangelowa | 6:2, 6:2         |
| 2.  | 11. November 2017  | Antalya   | ITF $15.000 | Sand  | Vitalia Stamat          | İpek Öz Gabriela Pantůčková      | 6:3, 7:5         |
| 3.  | 3. Juli 2021       | Prokuplje | ITF W15     | Sand  | Ioana Gașpar            | Alice Robbe Draginja Vuković     | 6:4, 6:3         |
| 4.  | 18. September 2021 | Kairo     | ITF W15     | Sand  | Anastassija Solotarjowa | Punnin Kovapitukted Anna Ureke   | 7:5, 0:6, [10:3] |